# Chemins de fer départementaux de la Meuse
Le Meusien est le nom sous lequel fut connu un réseau de chemins de fer secondaire à voie métrique ayant desservi le sud du département de la Meuse entre 1878 et 1936.
D'abord exploité par la Compagnie des chemins de fer d'intérêt local de la Meuse puis par la Compagnie meusienne de chemins de fer, d'où il tira son surnom, le réseau fut exploité à partir de 1922 par la Société générale des chemins de fer économiques.
Il joua un rôle logistique essentiel pendant la bataille de Verdun.
|  |

## Histoire

### Le réseau

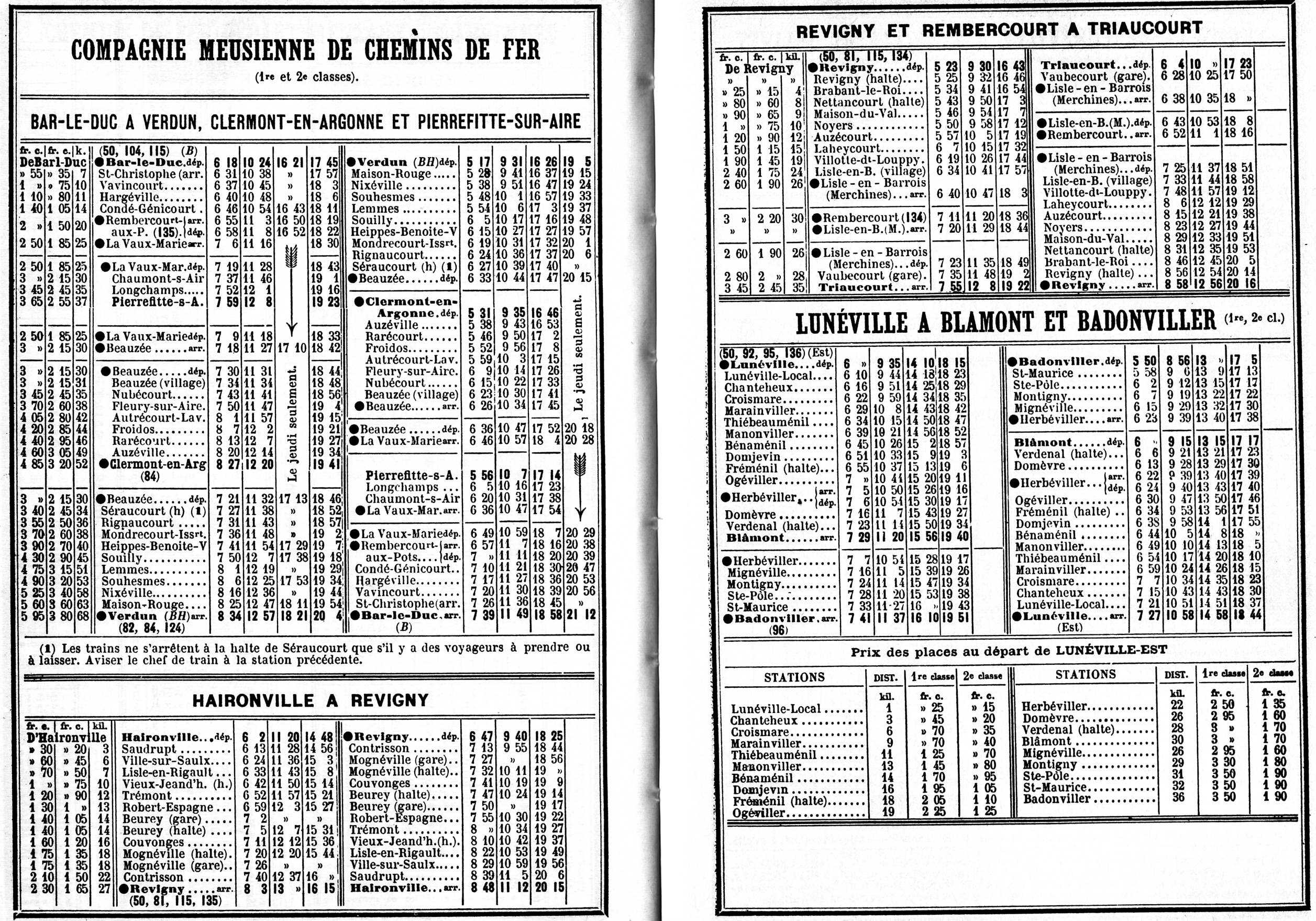
Les horaires du Meusien en mai 1914, juste avant le déclenchement de la Première Guerre mondiale
Cliquer sur l'image pour l'agrandir

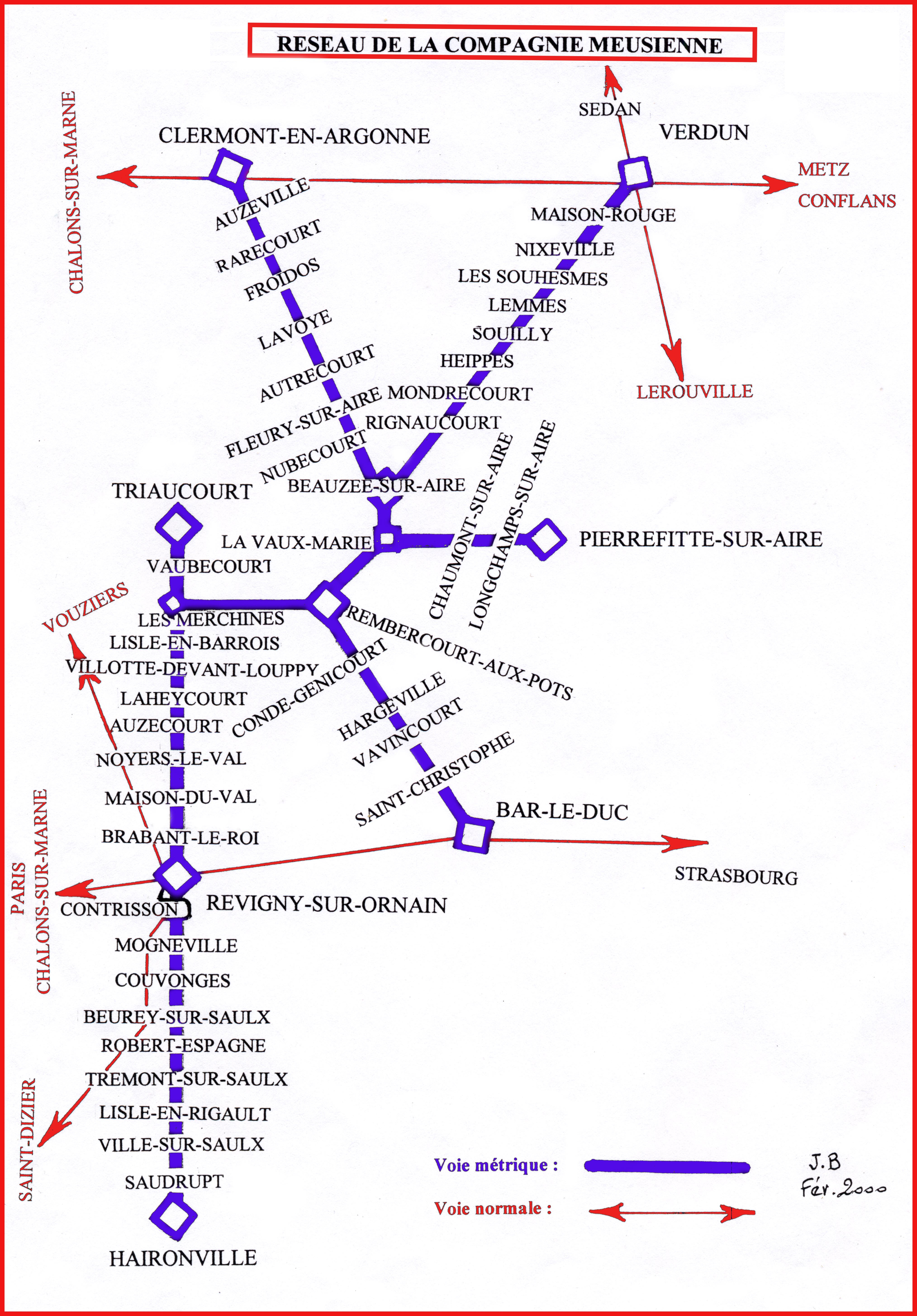

#### Compagnie des chemins de fer d'intérêt local de la Meuse
La Compagnie des chemins de fer d'intérêt local de la Meuse met en service en 1884, une des premières lignes à voie métrique de France. Elle relie Haironville à Triaucourt via Revigny-sur-Ornain (62 km). Elle est établie sur la moitié de sa longueur sur les accotements des routes existantes.
En 1882, la ligne d'intérêt général à voie normale Saint-Dizier - Vouziers de la compagnie de l'Est, est mise en service. Entre Revigny-sur-Ornain et Robert-Espagne, elle est construite sur un tracé parallèle. La Compagnie des chemins de fer d'intérêt local de la Meuse, subit de plein fouet cette concurrence. Sa ligne est alors mise sous séquestre en juillet 1886 et la concession est rétrocédée à Charles Varinot à la date du 18 avril 1888.

#### La Compagnie meusienne de chemins de fer, CM, concession Varinot
Charles Varinot obtient la concession des lignes suivantes mises en service en 1887 et 1888 :
- Bar-le-Duc à Vaubécourt
- Rembercourt-aux-Pots à Clermont-en-Argonne
- Beauzée-sur-Aire - Verdun. Sa longueur est de 36 kilomètres.
- Rembercourt-aux-Pots, (La Vaux-Marie) et Pierrefitte-sur-Aire fait l'objet d'une concession en 1908.

Cette ligne avait fait l'objet de l'opposition de l'armée, à cause du risque d'utilisation par l'ennemi en cas d'invasion.

#### Le réseau de la Woëvre
En 1914, est inauguré ce réseau à voie métrique, concédé à la Société générale des chemins de fer économiques (S.E.), qui comprend les lignes
- Verdun - Montmédy
- Vaux-devant-Damloup - Commercy

Ce réseau s'étend au nord, à l'est et au sud de Verdun. La construction est soignée, les lignes sont entièrement en voie indépendante. Dès le début du conflit, le front coupera le réseau en deux endroits ; les Allemands utiliseront la section nord, au départ de Montmédy pour alimenter le front de Verdun.

#### Épilogue
En 1923, le Meusien a été racheté par le département et rétrocédé à la Société générale des chemins de fer économiques (S.E.), qui exploita le réseau jusqu'à sa fermeture par étapes entre 1929 et 1938
- La portion de ligne située entre Robert-Espagne et Haironville fut mise à voie normale par les S.E. entre 1930 et 1933 et exploitée en traction vapeur jusqu'à sa fermeture en 1971[1],[2]

Au cours de sa brève histoire, le Meusien a reçu divers surnoms : la Meusienne, le Tortillard, le Tacot, le Varinot, le P'tit Varinot.

### Matériel roulant
- Matériel de la compagnie des chemins de fer d'intérêt local de la Meuse
- Matériel de la Compagnie meusienne de chemins de fer, (Varinot)
- Matériel de la Société générale des chemins de fer économiques
  - la ligne de Robert-Espagne à Haironville fut exploitée par deux 030T à voie normale construites par Corpet-Louvet en 1933[1]
  - les wagons étaient pour la plupart achetés d'occasion aux grands réseaux. Ils étaient peu nombreux car la plupart des marchandises, qui continuaient ensuite sur le réseau national, étaient transportées par des wagons des grandes compagnies[2]
  - en 1969, deux nouvelles locomotives à vapeur furent rachetées d'occasion (une 030T, construite par Couillet en 1922, et une 040 T (la Meuse, 1932)[1])

### LeMeusiendurant la Première Guerre mondiale
Durant la Première Guerre mondiale, les Français disposent du Meusien entre Bar-le-Duc et Verdun, qui est aussi appelé le Varinot, du nom de son constructeur Charles Varinot. Ce sera le seul moyen de liaison ferroviaire entre Verdun et les arrières.
Dès le début des hostilités, la ligne passe sous le contrôle de la 10e section des chemins de fer de Campagne. Le réseau entier est sous l'avance ennemie, qui atteint Rembercourt puis est repoussé au nord de Verdun, à l'automne 1914.
À partir de cette date, et jusqu'à l'offensive ennemie de 1916, le petit chemin de fer Varinot va être transformé en voie ferrée performante, afin d'assurer le ravitaillement de la place de Verdun et du front situé au nord de cette ville.
Il s'avère que le Meusien est la seule voie de communication ferroviaire vers Verdun, les autres étant interrompues:
- au nord, coupées par la ligne de front
- au sud et à l'est, situées sous la ligne de feu allemande

En février 1916, le Meusien est rendu opérationnel grâce à d'importants travaux d'infrastructure. On a renforcé les rails et le ballast sur quelque 78 kilomètres du tracé. Des ponts ont été refaits et des gares aménagées. Des sections sont mises à double voie. Tous les passages à niveau avec la Voie sacrée sont gardés par une compagnie de cavalerie.
Le problème qui affecte le Meusien est la pénurie de matériel roulant.
En ce qui concerne la traction, on ne dispose que d'une vingtaine de locomotives de faible puissance et déjà anciennes. Dès le mois de décembre 1914, la chasse aux locomotives à voie métrique est lancée en France.
Environ 60 locomotives sont issues des compagnies de chemins de fer à voie métrique de France suivantes :
- les chemins de fer économiques,
- les tramways d'Eure-et-Loir,
- les chemins de fer économiques des Charentes,
- le PO-Corrèze,
- les Chemins de fer départementaux de Rhône et Loire,
- la Compagnie de chemins de fer départementaux,
- la Compagnie des chemins de fer du Sud de la France (SF).

Ainsi arrive à Revigny, le 22 février 1916, soit le lendemain du début de l'offensive, une locomotive du réseau des chemins de fer départementaux (CFD) de la Lozère. Elle vient de Florac. Comme elle avait été fabriquée en 1906 par les ateliers de Fives, près de Lille, elle était surnommée en Lozère la Lilloise et était de type 131 et portait au CFD le numéro "251". Elle garde évidemment son nom en Meuse.
Peu après, le réseau de la Lozère fait parvenir deux autres locomotives, de type Mallet 120-020 Louisette et Céline, no 322 et 323 au CFD, Constructeur SACM.
L'apport de ces locomotives est non négligeable, car elles sont beaucoup plus puissantes que celles du Meusien. Elles possèdent quatre essieux moteurs contre deux ou trois seulement et peuvent tracter 40 tonnes en charge contre 15 à 20 pour les Meusiennes.
Le type Mallet s'avère particulièrement adapté aux conditions d'exploitation du Meusien : des trains lourds sur une voie sinueuse. On trouve donc une vingtaine de Mallet, provenant de diverses compagnies françaises. Le Meusien n'a pas seulement besoin de locomotives, mais aussi de wagons. À l'époque, les chemins de fer à voie métrique sont nombreux et il est possible de collecter ainsi environ 800 wagons, un assemblage hétéroclite de voitures de voyageurs, wagons à bestiaux, plates-formes, etc. Les origines étant très diverses, la compatibilité n'est pas toujours de mise: En particulier, les freins sont souvent de modèles dissemblables, les tampons ne sont pas à la même hauteur ou, pire encore, l'écartement n'est pas le même. Cela donne un travail énorme aux cheminots de la 10e section des chemins de fer de Campagne qui doivent modifier tout ce matériel roulant.
Le 5e régiment du Génie instruit et forme tous les cheminots responsables de l'établissement des voies normales ainsi que des voies de 0,60 m.
Ils construisent également de nouvelles lignes, notamment de Nixéville à Dugny-sur-Meuse, en doublent d'autres, établissent des quais de déchargement. Ceci va permettre d'accroître considérablement le rendement du Meusien. La Lozère ne fournit pas que des locomotives et du matériel roulant, mais aussi du ballast qui vient de Chapeauroux. Il sert avant tout au Meusien, mais aussi à la Voie Sacrée.
En février 1916, les cheminots parviennent à faire rouler 22 trains quotidiens à double traction chaque jour. Ce chiffre est presque doublé dès le mois d'avril, avec 35 trains, dont certains à quadruple traction grâce aux lozériennes. Au début, il ne roule qu'un train sanitaire par jour, mais bientôt ce chiffre est doublé, puis triplé.
Chaque train sanitaire emporte 150 blessés couchés et 150 blessés assis, sans compter le personnel médical et infirmier qui loge en permanence dans les wagons. En février 1916, le Meusien achemine 800 tonnes de vivres par jour. Ce total passe à 2 650 tonnes en juin. Dans le même ordre d'idées, 300 blessés sont évacués quotidiennement en février ; ils sont 930 en juin 1916.
En mars 1916, le Meusien transporte 4 000 tonnes de vivres ou de matériel et 14 175 hommes, dont 8 388 blessés. En juin 1916, le rendement est bien meilleur, avec 10 000 tonnes de vivres et 73 000 hommes, dont 27 960 blessés. Au total, du 21 février au 1er juin, l'ensemble du trafic s'éleva à 119 000 wagons.
Le Meusien représente un complément efficace, par rapport à la Voie Sacrée, sur laquelle transite, dès le mois de mars 1916, 500 000 tonnes de matériel et 400 000 hommes.
Une autre ligne est construite pendant les premiers mois de la bataille, au prix du terrassement difficile de 400 000 m3, par les sapeurs du 5e Génie. Elle est mise en service le 21 juin 1916 et relie Sommeilles-Nettancourt à Verdun. Elle est construite à l'écartement normal. elle doit permettre la desserte de Verdun sans rupture de charge à Revigny ou Bar le Duc (gares de correspondances entre la voie métrique et normale).
Le Meusien parvient à transporter les cinq sixièmes des vivres nécessaires à la 2e armée, qui compte 16 600 officiers, 420 000 hommes, 136 000 chevaux et mulets.
Deux des locomotives lozériennes ont regagné Florac à la fin du conflit, la Lilloise et la Louisette. Tout le matériel acheminé sur le réseau durant le conflit est restitué aux compagnies ferroviaires respectives.

## La ligne à voie normale de Robert-Espagne à Haironville
Dans les années 1930, le trafic important à destination des nombreuses usines situées entre Lisle en Rigaux et Haironville justifiait le maintien en service de cette section de l'ancienne ligne des Chemins de fer départementaux de la Meuse. Afin de supprimer l'étape fastidieuse du transbordement des marchandises de la voie étroite à la voie normale, il fut décidé de transformer cette ligne à voie métrique en ligne à voie normale et de ne conserver que la portion permettant d'atteindre la gare la plus proche du "grand" chemin de fer.
- La gare de Revigny qui constituait l'ancien lieu de transbordement étant fort éloignée, le choix se porta sur celle de Robert-Espagne, située sur la ligne de Revigny à Saint-Dizier[réf. nécessaire]
- La portion de ligne reliant Revigny-sur-Ornain à Robert-Espagne et Haironville fut mise hors-service et déclassée en 1929-1930
- La portion de ligne située entre Robert-Espagne et Haironville fut mise à voie normale par les S.E. entre 1930 et 1933 et exploitée en traction vapeur jusqu'à sa fermeture en 1971[1],[2]
  - La mise à voie normale de cette ligne, en 1933, nécessita une reconstruction des ouvrages d'art et la rectification de nombreuses courbes
  - un nouveau tracé fut construit au départ de Robert-Espagne, la gare d'origine se trouvant sur la rive opposée de la Saulx tandis qu'après 1933, elle se connectait directement à la ligne SNCF[4] de Revigny à Saint-Dizier
  - la ligne, reconstruite et rouverte, accueillit un important trafic de marchandises mais ne comporta plus aucun trafic de voyageurs[1]

### Matériel roulant
- la ligne de Robert-Espagne à Haironville fut exploitée par deux 030T à voie normale construites par Corpet-Louvet en 1932 (numéros 3071 et 3072[1])
- les wagons étaient pour la plupart achetés d'occasion aux grands réseaux. Ils étaient peu nombreux car la plupart des marchandises, qui continuaient ensuite sur le réseau national, étaient transportées par des wagons des grandes compagnies[2]
- en 1969, trois nouvelles locomotives à vapeur furent rachetées d'occasion (une 030T, numéro 51, construite par la Meuse en 1914, une 030T, numéro 3062, construite par Couillet en 1922, une 040 T, numéro 81, construite par la Meuse en 1932)[1])

Deux locomotives ayant circulé sur cette ligne sont préservées :
- la 3071 est préservée à Sabres, à l'Écomusée des Landes de Gascogne et classée monument historique
- la 51 est préservée en état de marche par le train Thur Doller Alsace

## LeMeusienaujourd'hui

### Vestiges
- Entre Lisle-en-Barrois et Vaubécourt, à hauteur de la ferme Les Merchines, les bâtiments de la gare de Lisle-en-Barrois sont encore visibles.
- À Beauzée-sur-Aire, Heippes, Mondrecourt, Nubécourt, Rignaucourt, Souhesmes-la-Grande, Souilly, les bâtiments des gares sont encore visibles, parfois transformés en habitations.
- Dans la campagne, les déblais et remblais de la voie ferrée sont encore nettement visibles.
- Les images satellitaires et photos aériennes ainsi que la carte à 1/25 000 de l'Institut géographique national (IGN) disponibles sur divers sites Internet, permettent de distinguer la majeure partie des tracés des différentes lignes.
- Dans de nombreux villages, des toponymes tels que Rue de la Gare renvoient au tracé de la ligne de chemin de fer.
- Entre Beauzée-sur-Aire et Amblaincourt, l'actuelle route D126a franchit l'Aire sur un pont à poutres métalliques. On observera que les deux poutres sont légèrement différentes et qu'une partie des culées est inoccupée. Une carte postale reproduite dans l'ouvrage de Jean Boucheré et Jean-Michel Althusser, nous montre qu'il s'agissait d'un pont à trois poutres routier et ferroviaire. La partie ferroviaire a été déposée.
- Entre Robert-Espagne et Haironville, le tracé et les ouvrages d'art encore visibles correspondent en grande partie à la reconstruction effectuée par la Société des chemins de fer économiques en 1933.

### Le Chemin de fer historique de la Voie Sacrée (C.F.H.V.S.)
- Une locomotive du Meusien, la CM no 26 Suzanne, de type 031, construite en 1890 par les Ets Veuve Lucien Corpet, a été retrouvée en 1981 chez un ferrailleur en Baie de Somme et restaurée à Bar-le-Duc entre 1992 et 2008.  Classé MH (1992)[5] cette machine est présentée au public à l'occasion des commémorations du 90e anniversaire des offensives US en Meuse et de l'Armistice.
- En 2021 la locomotive Suzanne a repris du service sur un tronçons de 4 km reconstruit en forêt de Massonge sur l'ancien tracé de la ligne métrique de Bar-le-Duc à Verdun.

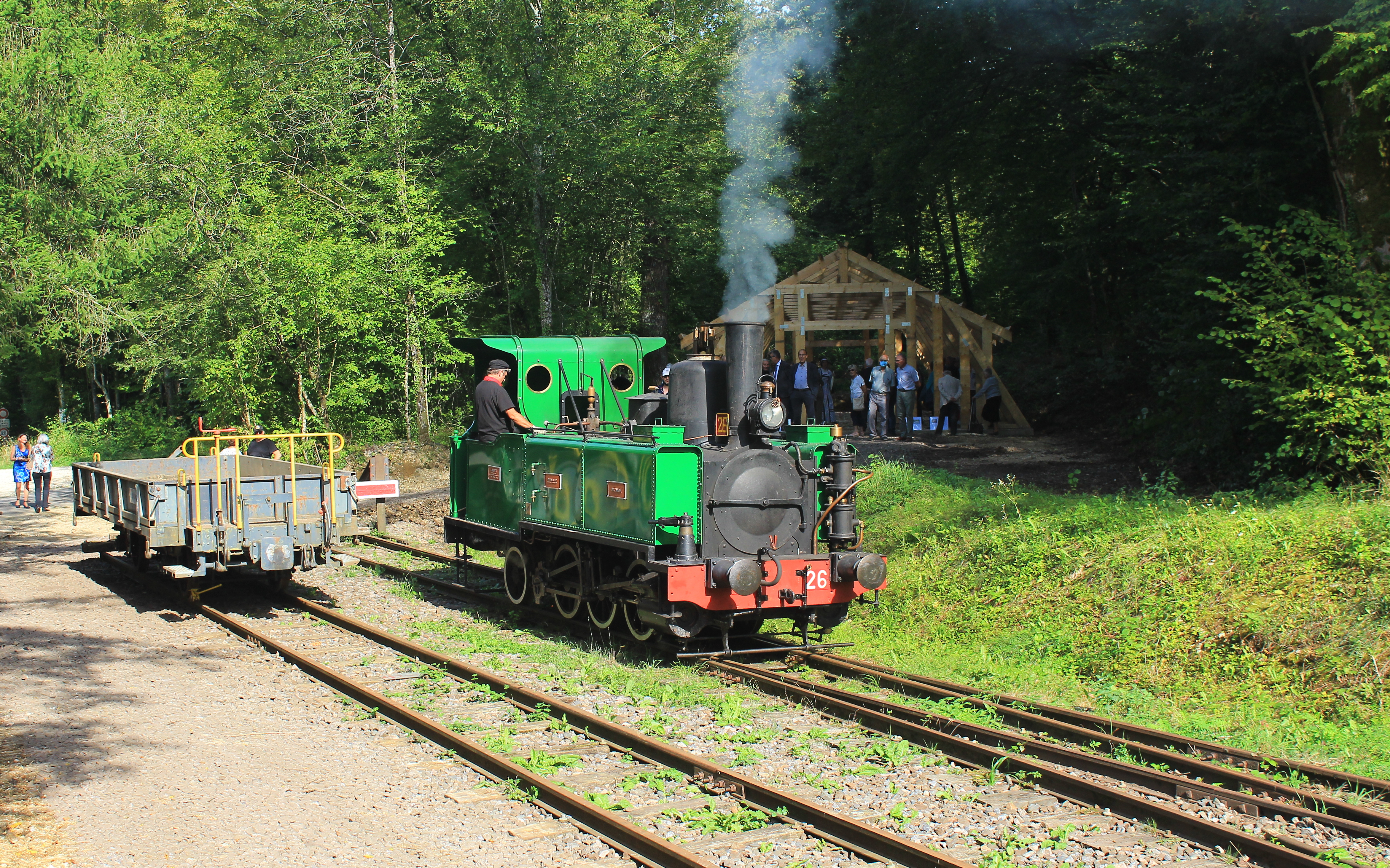
Suzanne en manœuvre à Saint-Christophe.